# Abborrtjärnen (Orsa socken, Dalarna, väster om Koppången)
Abborrtjärnen är en sjö i Orsa kommun i Dalarna och ingår i Dalälvens huvudavrinningsområde.